# خالد لبيض
خالد لبيض هو لاعب كرة قدم مغربي من مواليد 24 أغسطس 1955، شعل مركز لاعب وسط بنادي الفتح الرباطي والمنتخب المغربي.

## إنجازاته

### مع المنتخب الوطني
المغرب
- ألعاب البحر الأبيض المتوسط
  - البطولة 1983
- دورة الألعاب العربية
  - النهائي 1985

### مع النادي
الفتح الرباطي
- البطولة الوطنية
  - الوصافة 1981
- كأس العرش
  - البطولة 1976

## روابط خارجية
- نوستالجيا: اللاعب المغربي خالد الابيض